# 尾呂志村
尾呂志村（おろしむら）は三重県南牟婁郡にあった村。現在の御浜町の西部にあたる。

## 地理
- 山岳：西ノ峯山、高チラ山、鵯山、丸山、大瀬山、高山
- 河川：尾呂志川

## 歴史
- 1889年（明治22年）4月1日 - 町村制の施行により、中立村・西原村・栗須村・上野村・川瀬村・阪本村・片川村の区域をもって発足。
- 1956年（昭和31年）9月30日 - 市木村と合併して市木尾呂志村が発足。同日尾呂志村廃止。